# Liste der evangelisch-lutherischen/römisch-katholischen Dialogpapiere und Konvergenzerklärungen auf Weltebene
Die Liste der evangelisch-lutherischen/römisch-katholischen Dialogpapiere und Konvergenzerklärungen auf Weltebene enthält die Dialog-, Konvergenz- und Konsenstexte, die von evangelisch-lutherischen Theologen im Auftrag des Lutherischen Weltbunds und von römisch-katholischen Theologen im Auftrag des Päpstlichen Rats zur Förderung der Einheit der Christen in gemeinsamer Ausschussarbeit erstellt wurden. Sie sind Dokumente eines bilateralen Teilaspekts der modernen ökumenischen Bewegung. Veröffentlicht sind sie – bis auf die bisher jüngste Erklärung von 2013 – in der ökumenischen Publikationsreihe Dokumente wachsender Übereinstimmung.
| Titel                                                                                                | Textart und Urheber | Jahr | DwÜ            |
| --- | --- | ---- | -------------- |
| Das Evangelium und die Kirche („Malta-Bericht“)                                                      | Bericht der Evangelisch-lutherisch/Römisch-katholischen Studienkommission                                                    | 1972 | Band 1, S. 248 |
| Die Theologie der Ehe und das Problem der konfessionsverschiedenen Ehe                               | Schlußbericht der Römisch-katholischen/Lutherischen/Reformierten Studienkommission                                           | 1976 | Band 1, S. 359 |
| Das Herrenmahl                                                                                       | Bericht der Gemeinsamen Römisch-katholischen/Evangelisch-lutherischen Kommission                                             | 1978 | Band 1, S. 271 |
| Wege zur Gemeinschaft                                                                                | Gemeinsame Römisch-katholische/Evangelisch-lutherische Kommission                                                            | 1980 | Band 1, S. 296 |
| Alle unter einem Christus                                                                            | Stellungnahme der Gemeinsamen Römisch-katholischen/Evangelisch-lutherischen Kommission zum Augsburgischen Bekenntnis         | 1980 | Band 1, S. 323 |
| Das geistliche Amt in der Kirche                                                                     | Bericht der Gemeinsamen Römisch-katholischen/Evangelisch-lutherischen Kommission                                             | 1981 | Band 1, S. 329 |
| Martin Luther – Zeuge Jesu Christi                                                                   | Wort der Gemeinsamen Römisch-katholischen/Evangelisch-lutherischen Kommission anläßlich des 500. Geburtstages Martin Luthers | 1983 | Band 2, S. 444 |
| Einheit vor uns                                                                                      | Bericht der Gemeinsamen Römisch-katholischen/Evangelisch-lutherischen Kommission                                             | 1984 | Band 2, S. 451 |
| Kirche und Rechtfertigung. Das Verständnis der Kirche im Licht der Rechtfertigungslehre              | Bericht der Gemeinsamen Römisch-katholischen/Evangelisch-lutherischen Kommission                                             | 1993 | Band 3, S. 317 |
| Gemeinsame Erklärung zur Rechtfertigungslehre                                                        | des Lutherischen Weltbundes und der Katholischen Kirche                                                                      | 1999 | Band 3, S. 419 |
| Die Apostolizität der Kirche                                                                         | Studiendokument der Lutherisch/Römisch-katholischen Kommission für die Einheit                                               | 2006 | Band 4, S. 527 |
| Vom Konflikt zur Gemeinschaft. Gemeinsames lutherisch-katholisches Reformationsgedenken im Jahr 2017 | Studiendokument der Lutherisch/Römisch-katholischen Kommission für die Einheit                                               | 2013 |                |